# Almirall
Almirall, S.A.  je španělská farmaceutická společnost. Byla založena v roce 1943 a sídlí v Barceloně. Je největším evropským výrobcem dermatologických přípravků, v roce 2023 měla výnos 898,8 milionů eur. Její akcie jsou obchodovány na madridské burze. Po celou svoji existenci patří rodině Gallardových, hlavním akcionářem je od roku 2022 Carlos Gallardo Piqué. 
Vývojové centrum firmy sídlí v katalánském městě Sant Feliu de Llobregat. Uvedlo na trh přípravek na potlačení alergických reakcí Ebastel nebo antacida Almax. Almirall působí ve dvaceti zemích a má 1 900 zaměstnanců.
V roce 1970 byl uveden do provozu hlavní výrobní závod v Sant Celoni. Společnost spolupracuje s americkým Národním institutem zdraví. V roce 2007 se Almirall stal vlastníkem společnosti Hermal v německém městě Reinbek a převzal její výrobky jako Acnemycin na akné, Optiderm na suchou pokožku a Jacutin na odstranění vší. Roku 2024 společnost navázala partnerství s Microsoftem, jehož cílem je využití digitálních technologií k rozvoji farmacie.